# شيفاجي
شيفاجي (ع. 1630-1680م). أمير هندوسي، أسس مملكة مارثا في غربي الهند. ويعد بطلاً قوميًا، لأنه يمثل الروح المستقلة لمنطقته.
ولد شيفاجي في حصن شيڤنري، بالقرب من پونه. وكان والده شاهاجي، لواءً في جيش بيجابور وهي مملكة في دكّان كان يحكمها حاكم مسلم. ولكن والدته التي ربته شجعته على توسيع مقاطعات پونه، وأن تكون مارثا وطنًا مستقلاً. ومنذ عام 1644م، نمت مملكته وتحدى بيجابور والإمبراطور المغولي. وفي عام 1659م، أرسل ضده سلطان بيجابور جيشًا تحت قيادة أفضل خان. وقد قتل شيفاجي أفضل خان وبعدها هزم جيشه.

## تأسيس الإمبراطورية
وفي عام 1644م، أغار شيفاجي بنجاح على سورات أغنى ميناء للمغول على الساحل الغربي. وفي عام 1665م، أرسل إمبراطور المغول أورانجزب قوة كبيرة ضده وأجبرته على توقيع معاهدة. وفي العام التالي، ذهب شيفاجي إلى أغرة ليزور أورانگزب، فأوقع نفسه في مصيدة هناك. وقد تمكن من الهرب.

## وصلات خارجية
- Chhatrapathi Shivaji
- Great Escape from Agra in 1666

| سبقه دولة جديدة | امبراطورية ماراثا 1674 – 1680 | تبعه سمبهاجي |